# Баркас, Василиос
Василиос Баркас (греч. Βασίλειος Μπάρκας; 30 мая 1994, Нидерланды) — греческий футболист, вратарь нидерландского клуба «Утрехт». Выступал за сборную Греции.

## Клубная карьера
Баркас — воспитанник столичного клуба «Атромитос». 20 мая 2015 года в матче против ПАОКа он дебютировал в греческой Суперлиге, заменив в конце второго тайма Андрея Горбунова. Интерес к вратарю проявляли «Олимпиакос», ПАОК и английская «Астон Вилла». Летом 2016 года Василиос перешёл в АЕК. 26 ноября в матче против «Платаньяса» он дебютировал за новый клуб. В июле 2017 года на тренировке Василиос сломал большой палец правой руки и остался вне футбола на три месяца.
30 июля 2020 года было объявлено о трансфере Баркаса в «Селтик» из Глазго. Сумма трансфера составила 4,5 миллиона евро. Контракт рассчитан на 4 сезона.
Летом 2022 года перешёл на правах аренды в нидерландский «Утрехт». 28 июля 2023 года подписал с «Утрехтом» контракт на один сезон.